# Хуана Австрийская
Хуана Австрийская (исп. Juana de Austria; 24 июня 1535, Мадрид — 7 сентября 1573, Эскориал) — испанская инфанта, дочь императора Карла V. Основала в Мадриде монастырь босоногих принцесс, где и была похоронена.

## Биография
Важность личности Хуаны обусловлена её родословной, она была внучкой, дочерью, матерью и сестрой королей. Хуана родилась в королевском дворце в Мадриде, её родителями были Карл V и Изабелла Португальская. По отцовской линии её бабкой и дедом были Филипп I и Хуана I Кастильская, а по материнской линии король Португалии Мануэль и Мария Арагонская. Она была также сестрой короля Испании Филиппа II и замещала его на испанском троне во время его поездок в Англию, где он женился на Марии I, с 1554 по 1556 и с 1556 по 1559 год.
Хуана была названа так в честь своей бабки, Хуаны Безумной. Когда ей было четыре года, она была отдана на воспитание Леоноре де Маскаренас, и к восьми годам могла читать по латыни и музицировать. 11 января 1552 года в возрасте 16 лет она была выдана замуж за своего кузена, наследника португальского престола Жуана Мануэла, которому было в ту пору пятнадцать лет. Этот брак был судьбоносным для обеих стран Пиренейского полуострова. Основываясь на нем, испанский король Филипп получил законное право претендовать на португальский престол, которым он позднее воспользовался, став в 1580 году королём Португалии Филиппом I. Хуана в конце ноября 1552 года прибыла к лузитанскому двору.
Этот брак был короток по причине преждевременной смерти Жуана от диабета 2 января 1554 года. Хуана была уже беременна в то время и 20 января того же года родила сына, будущего короля Себастиана I. По настоянию отца, который собирался отречься от престола, она покинула Лиссабон 17 мая 1554 года, доверив воспитание своего новорождённого сына свекрови, Екатерине Австрийской (бывшей ей также родной теткой).

## Предки

Герб Хуаны в замужестве